# Маріус Нубіссі
Маріус Нубіссі (фр. Marius Noubissi, нар. 28 листопада 1996, Яунде) — камерунський футболіст, нападник вірменського клубу «Арарат-Вірменія». Виступав також за низку камерунських і закордонних клубів. Володар Суперкубка Вірменії.

## Ігрова кар'єра
Маріус Нубіссі народився 1996 року в Яунде, та є вихованцем футбольної школи клубу «Лез Астр». У 2013 році Нубіссі розпочав грати в основній команді клубу, в якій грав до 2014 року У 2015 році футболіст граву складі туніської команди «Сфаксьєн». У 2016 році камерунський нападник перебрався до Європи, та став гравцем португальського клубу «Жіл Вісенте». У 2017 році Нубіссі перейшов до складу фінського клубу «Ільвес», де відзначився високою результативністю, забивши 13 голів у 31 проведеному матчі за клуб.
У 2018 році Маріус Нубіссі став гравцем клубу «Беєрсхот-Вілрейк», у складі якого грав до 2022 року, та був одими із основних гравців атакувальної ланки команди. Протягом 2022—2024 років камерунський нападник грав у французькому клубі «Валансьєнн». На початку 2024 Нубіссі перейшов до складу бельгійського клубу другого дивізіону «Патро Ейсден Масмехелен», проте грав у ньому лише до закінчення сезону 2023—2024 років. У цьому ж році футболіст перейшов до складу вірменського клубу «Арарат-Вірменія», в якому в 2024 році став володарем Суперкубка Вірменії.

## Титули і досягнення
- Володар Суперкубка Вірменії (1):

«Арарат-Вірменія»: 2024